# Lamesa
Lamesa är en stad i den amerikanska delstaten Texas med en yta av 12,4 km² och en folkmängd som uppgår till 9 952 invånare (2000). Lamesa är administrativ huvudort i Dawson County.